# Save as Draft
"Save as Draft" (hay còn được gọi là "S.A.D.", tạm dịch: "Lưu vào bản nháp") là một bài hát được thu âm bởi ca sĩ người Mỹ Katy Perry được trích từ album phòng thu thứ năm của cô, Witness (2017). Nó đã được gửi đến đài phát thanh hit đương đại dành cho người lớn ở Hoa Kỳ vào ngày 26 tháng 6 năm 2017 bởi Capitol Records, dưới dạng đĩa đơn thứ tư. Ca khúc được viết bởi Perry, Noonie Bao, Dijon McFarlane, Nicholas Audino, Lewis Hughes và nhà sản xuất Elof Loelv của nó. "Save as Draft" là một bản power ballad giữa nhịp độ, trong đó đưa ra lời cảnh báo về việc đi đến thỏa thuận với người yêu cũ.
Những nhà phê bình âm nhạc đã đưa ra những ý kiến trái chiều với "Save as Draft" sau khi phát hành. Mặc dù nhận được lời khen ngợi về sự nhạy cảm và đổi mới về vấn đề này, nó cũng được cho là tầm thường hơn so với các bài hát khác từ Witness. Bài hát cũng đã so sánh với âm nhạc của Sam Smith, Lorde và Timbaland. Về mặt thương mại, "Save as Draft" đạt đỉnh tại vị trí 14 và 19 trên bảng xếp hạng Billboard Adult Contemporary và Adult Top 40. Tại Hoa Kỳ, nó được quảng bá bởi một số buổi biểu diễn trực tiếp, bao gồm trong chuyến lưu diễn của cô ấy Witness: The Tour (2017–18) và chương trình phát trực tiếp YouTube bốn ngày Katy Perry Live: Witness World Wide (2017). 

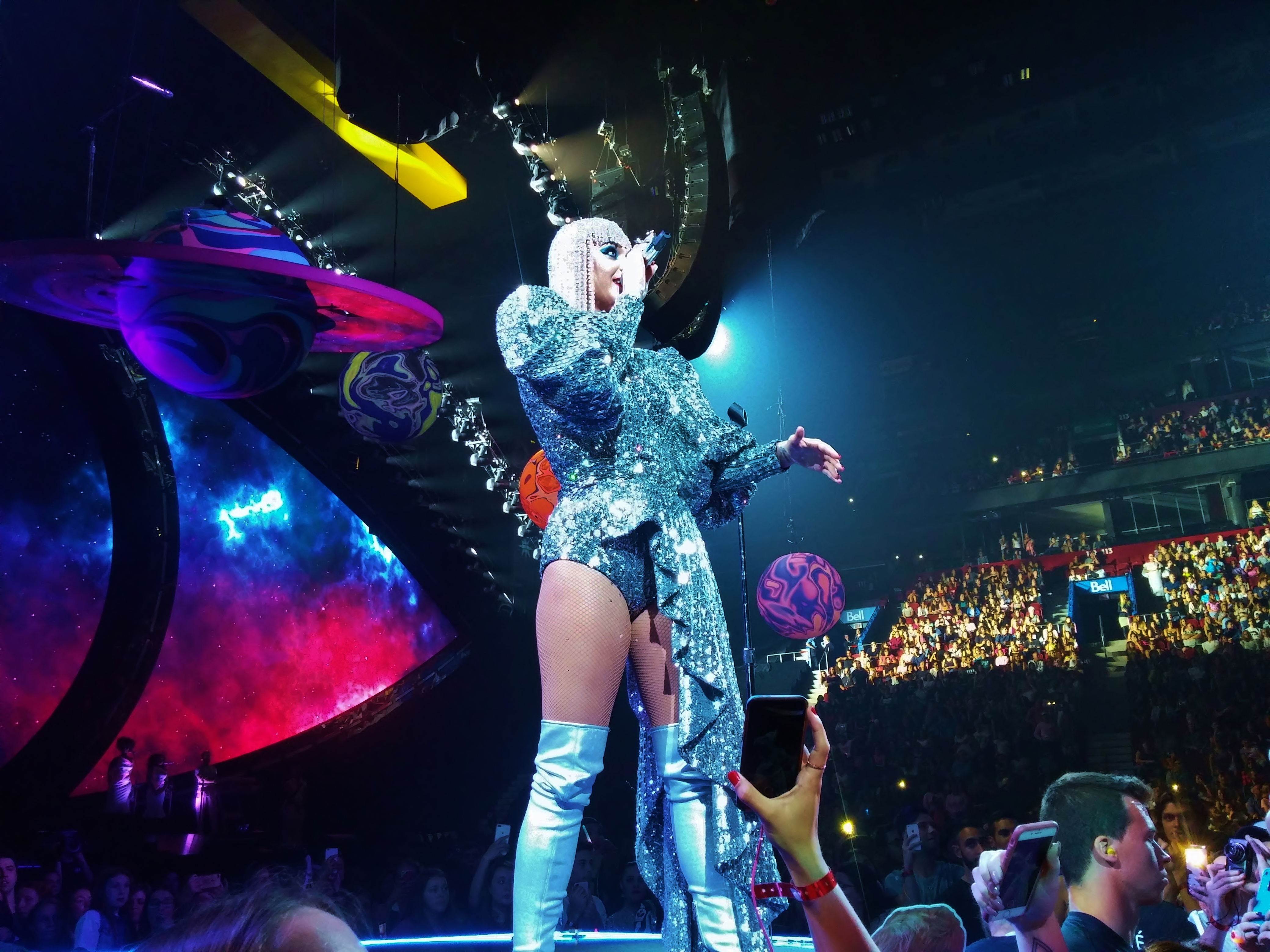
Perry biểu diễn "Save as Draft" tại Bell Center ở Montreal, Canada trong Witness: The Tour (2017–18).

## Xếp hạng

### Bảng xếp hạng hàng tuần
| Bảng xếp hạng (2017)                  | Vị trí cao nhất |
| ------------------------------------- | --------------- |
| Hoa Kỳ Adult Contemporary (Billboard) | 14              |
| Hoa Kỳ Adult Pop Airplay (Billboard)  | 19              |

### Bảng xếp hạng cuối năm
| Bảng xếp hạng (2017)              | Cao nhất |
| --------------------------------- | -------- |
| US Adult Contemporary (Billboard) | 45       |

## Lịch sử phát hành
| Quốc gia | Ngày                     | Định dạng                                       | Hãng đĩa | Ng.   |
| -------- | ------------------------ | ----------------------------------------------- | -------- | ----- |
| Hoa Kỳ   | Ngày 26 tháng 6 năm 2017 | Đài phát thanh hit đương đại dành cho người lớn | Capitol  | [ 4 ] |